# Oscar Asboth
Oscar von Asboth (* 11. November 1925 in Budapest; † 12. Februar 1991 in Wien) war ein ungarischer Maler. der zu den Vertretern des sogenannten „Metaphysischen Realismus“ gezählt wird.

## Leben

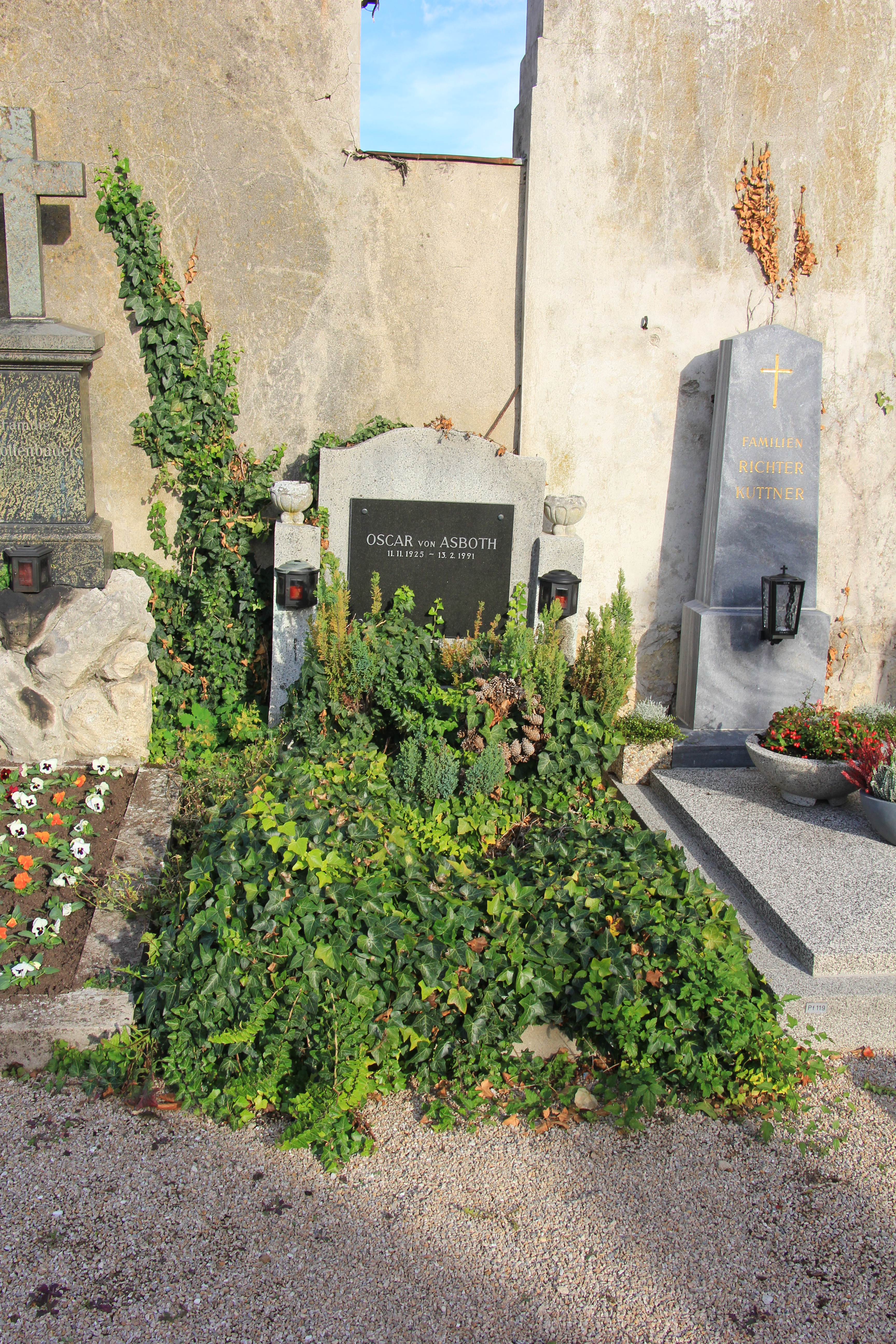
Grab am Friedhof Maria Enzersdorf

Oscar Asboth machte eine Ausbildung zum Techniker und Aerodynamiker und war Mitarbeiter bei Raketenversuchen.
Erst nach dem Zweiten Weltkrieg kam er mit Kunst in Kontakt und studierte Grafik an der Kunstgewerbeschule in Budapest beim Professor Szecsy-Hacker. Asboth emigrierte 1956 während des Ungarischen Volksaufstands aus dem damals kommunistischen Ungarn nach Österreich, wo er als freischaffender Grafiker zuerst in Mödling, dann später in Wien unter anderem auch als Modellbauer und freischaffender Künstler tätig wurde.
Er war Mitglied der World Federation of Hungarian Artists in New York, Mitglied im Verein zur Förderung zeitgenössischer Kunst, Galerie Club der Begegnung in Linz, Mitglied im Mödlinger Künstlerbund und Mitglied der Arpad Academy in Cleveland. Asboth war seit 1972 Mitglied der Loge Donau Zu den friedlichen Ufern.
Begraben ist Asboth am Romantikerfriedhof Maria Enzersdorf.

## Werke
- Österreich-Medaille 1977 im Auftrag der Fremdenverkehrswirtschaft[1]
- Bilder für das Paradies von Dante Alighieri. In: Hans Werner Sokop, Dante Alighieri: Die göttliche Komödie, deutsche Terzinenfassung (4 Bände). Illustrationen von Franz Scheck, Heinz Richard Berger und Oscar Asboth. Österreichische Gesellschaft zur Förderung von Kunst und Kommunikation, Arena 2000, Wien 1983 (mit einem Vorwort über die Paradies-Bilder von Oscar Asboth durch Alexander Giese).
- Zweierblock der Marken Steyr 1000[1]